# Glashütten, Bavaria
Glashütten este o comună din districtul Bayreuth, regiunea administrativă Franconia Superioară, landul Bavaria, Germania.

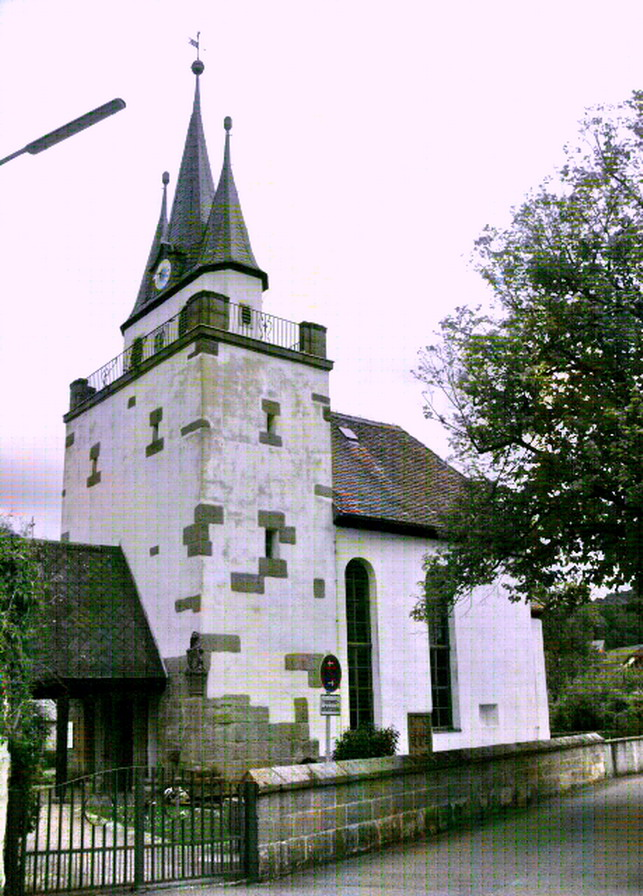
Glashütten
(Biserica Evanghelică)